# Sympotthastia huldeni
Sympotthastia huldeni är en tvåvingeart som beskrevs av Tuiskunen 1986. Sympotthastia huldeni ingår i släktet Sympotthastia och familjen fjädermyggor.
Artens utbredningsområde är Finland. Arten har ej påträffats i Sverige. Inga underarter finns listade i Catalogue of Life.